# Le Second Éveil de Christa Klages
Pour plus de détails, voir Fiche technique et Distribution.
Le Second Éveil de Christa Klages (Das zweite Erwachen der Christa Klages) est un film allemand, sorti en 1978.

## Synopsis
Le braquage d'une banque par trois amis pour venir en aide à une garderie.

## Fiche technique
- Titre original : Das zweite Erwachen der Christa Klages
- Titre français : Le Second Éveil de Christa Klages ou Le Second Éveil
- Réalisation : Margarethe von Trotta
- Scénario : Margarethe von Trotta et Luisa Francia
- Photographie : Franz Rath
- Musique : Klaus Doldinger
- Pays d'origine : Allemagne de l'Ouest
- Format : Couleurs - Mono
- Genre : drame
- Date de sortie : 1978

## Distribution
- Tina Engel : Christa Klages
- Silvia Reize : Ingrid Häkele
- Katharina Thalbach : Lena Seidlhofer
- Marius Müller-Westernhagen : Werner Wiedemann
- Peter Schneider : Hans Grawe